# Route départementale 34 (Finistère)
Pour les articles homonymes, voir Route départementale 34.
La route de Bénodet, abrégée en D 34, est une des routes du Finistère, qui relie Quimper à Bénodet. Ancienne 2x2 voies jusqu'à Pleuven (Moulin-du-Pont), elle relie Bénodet, Fouesnant et leurs longues plages de sable. Cette route est très fréquentée (surtout en été).

## Sortie de Quimper
La D 34 est encore en 2x2 voies jusqu'au sud de Quimper.
- Quimper
- Rond-point du Frugy, début de la section 2x2 voies.
- le long de la 2x2 voies.
- Échangeur entre D 34 et D 785 : Quimper-ouest, Pont-l'Abbé, Pluguffan, Douarnenez
- Kerdrezec Carrefour
- Creac'h-Gwenn Ex-D 34 : Prat-Maria
- Rond-point de Kerustum, intersection avec D 783a vers Quimper-nord-est, Ergué-Armel, Lorient, Brest
- Kerogan Centre commercial de Kerogan
- Rond-point de Toul-Sable, fin de section 2x2 voies.

## Trajet de Quimper-sud à Bénodet
- Lieux-dits Moulin des Landes, Menez-Bily
- Anse de Toulven, bifurcation avec D 45 vers Fouesnant
- Moulin-du-Pont,  Aire de service Ty-Glaz (dans les deux sens) (Pleuven), Le Drennec (Clohars-Fouesnant)
- Menez-Saint-Jean (Gouesnach)
- Intersection avec D 44, entrée dans Bénodet

## Les antennes de la D 34
- Tracé de la D 134 :

La D 134 est une antenne de la D 34. Elle relie la D 34 au Drennec à Mousterlin en passant par le bourg de Clohars-Fouesnant. Elle fait 8 km de long.
- Tracé de la D 234 :

La D 234 est une antenne de la D 34. Elle relie la D 34 au Moulin-du-Pont jusqu'à Gouesnac'h elle fait 4 km de long.